# Jürgen Seifert
Jürgen Seifert (* 18. April 1928 in Berlin; † 4. Juni 2005 in Hannover) war ein deutscher Jurist, Politikwissenschaftler und Bürgerrechtler.

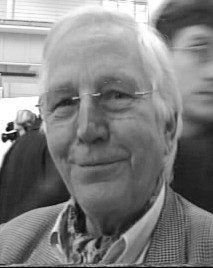
Jürgen Seifert, November 1997

## Leben
Seifert war Mitglied der Hitlerjugend und leistete Reichsarbeitsdienst. Kurz vor dem Ende des Zweiten Weltkrieges wurde er als Luftwaffenhelfer eingesetzt und schließlich vom US-Militär interniert. Nach der Gefangenschaft zog er nach Osnabrück, wo sein Großvater lebte. Dort holte er das Abitur nach und machte eine Berufsausbildung zum Werkzeugmacher. Während seiner Lehrzeit wurde er aktives Mitglied einer bündischen Freischar-Gruppe und trat in die IG Metall ein. 1951 nahm Seifert an der Universität Münster ein Studium der Rechts- und Staatswissenschaften und der Philosophie auf. 1954 wurde er Mitglied der SPD. Nach dem 1. juristischen Staatsexamen absolvierte er seine Referendarszeit in Münster und setzte seine Studien dort fort, unterbrochen von Aufenthalten an den Universitäten Bristol und Bologna. 1957 trat er in den SDS ein und wurde 1958 in dessen Bundesvorstand gewählt. Von 1958 bis 1959 war Seifert Mitherausgeber bzw. Redaktionsmitglied der Zeitschrift david – Blätter der studentischen Linken in Münster.
Von 1955 bis 1959 gehörte er dem  Collegium Philosophicum in Münster an, der sogenannten Ritter-Schule. In diesem Zusammenhang lernte er 1955 Carl Schmitt kennen, mit dem er dann vom April 1956 bis zum Juni 1968 im Briefwechsel stand. Schmitt beendete den Briefwechsel, als Seifert als Gegner der Notstandsgesetze bekannt geworden war. Seifert beschäftigte sich auch später immer wieder mit dem Werk des umstrittenen Staatsrechtlers, doch seine „Faszination für Schmitt war wohl sehr begrenzt, von dessen Freund-Feind-Schema hat er sich immer wieder sehr deutlich distanziert.“
Der Unvereinbarkeitsbeschluss mit dem gesamten SDS führte 1961 zum Ausschluss aus der SPD. In der Auseinandersetzung um die Spiegel-Affäre und mit seiner Kritik der Notstandsgesetzgebung wurde Seifert einer breiteren Öffentlichkeit bekannt. In Münster promovierte er 1966 mit einer Arbeit über den Notstandsausschuss zum Dr. jur. und arbeitete danach als Assistent bei Arkadij Gurland an der TH Darmstadt. 1971 wurde Seifert Professor für Politische Wissenschaft an der Technischen Universität Hannover. 1979 zählte er zu den Mitbegründern des Republikanischen Anwaltsvereins. 1994 wurde er emeritiert, hielt jedoch weiterhin  Lehrveranstaltungen am Seminar für Politische Wissenschaft der Universität Hannover ab und leitete bis zu seinem plötzlichen Tod ein beliebtes tagespolitisches Colloquium.
Von 1977 bis 1997 war Seifert Mitherausgeber und Redakteur der Zeitschriften Kritische Justiz und vorgänge, seit 1998 Mitarbeiter des bürgerrechtlichen Jahrbuchs Grundrechte-Report. Er war Co-Direktor am Deutschen Institut für Föderalismusforschung in Hannover und Mitglied in der Verfassungskommission von Bundesländern sowie der Polizeireformkommission des Landes Niedersachsen. Er gehörte ebenfalls dem Kuratorium für eine neue bundesdeutsche Verfassung an. Von 1983 bis 1987 war er Bundesvorsitzender der Humanistischen Union (HU); anschließend Mitglied im HU-Beirat. Er gehörte der G 10-Kommission des Deutschen Bundestags zur Kontrolle der Nachrichtendienste des Bundes an.
Seifert war verheiratet mit Monika Seifert, der „Mutter der antiautoritären Kinderläden“ (Oskar Negt). Aus der Ehe gingen zwei Töchter hervor. Seit 1973 lebte Jürgen Seifert mit der Sozialwissenschaftlerin Mechthild Rumpf zusammen, ein gemeinsamer Sohn wurde 1976 geboren. Die Ehe wurde 1999 geschlossen. Nach der Geburt des Sohnes begann Seifert, antiquarische Kinderbücher zu erwerben, was sich zu einer wissenschaftlich bedeutsamen Sammlung summierte. Die Sammlung wurde 2008 von der Arbeitsstelle Kinder- und Jugendliteratur der Universität Göttingen aufgekauft.

## Schriften (Auswahl)

### Bücher
- Gefahr im Verzuge. Zur Problematik der Notstandsgesetzgebung. Europäische Verlags-Anstalt, Frankfurt am Main 1963, mit einer Einleitung von Fritz Bauer (3. Auflage 1965).
- Der Notstandsausschuss. Europäische Verlags-Anstalt, Frankfurt am Main 1968 (zugleich Dissertationsschrift, Universität Münster 1966).
- Die Spiegel-Affäre. 2 Bände, mit Alfred Grosser, Walter, Olten/Freiburg im Breisgau 1966.
- Kampf um Verfassungspositionen. Materialien zur Bestimmung von Grenzen und Möglichkeiten der Rechtspolitik. Europäische Verlags-Anstalt, Köln/Frankfurt am Main 1974, ISBN 978-3-434-20061-1.
- Grundgesetz und Restauration. Verfassungsrechtliche Analyse und dokumentarische Darstellung des Textes des Grundgesetzes vom 23. Mai 1949 mit sämtlichen Änderungen einschließlich des 34. Änderungsgesetzes. Luchterhand, Darmstadt/Neuwied 1974, ISBN 978-3-472-61150-9 (3. Auflage 1977, ISBN 978-3-472-16007-6).
- 1984 schon heute oder wer hat Angst vorm Verfassungsschutz? Verlag Neue Kritik, Frankfurt am Main 1976 (mit Peter Brückner und Diethelm Damm), ISBN 978-3-8015-0144-0.
- Politik zwischen Destruktion und Gestaltung. Studien zur Veränderung von Politik. Offizin, Hannover 1997, ISBN 978-3-930345-09-0.

### Buchbeiträge und Zeitschriftenaufsätze
- Der Kampf um Verfassungspositionen. Wolfgang Abendroth zum 60. Geburtstag. In: vorgänge 7 (1966), S. 275–278.
- Linke in der SPD (1945–1968). In: Bernhard Blanke (Redaktion): Die Linke im Rechtsstaat. Band 1: Bedingungen sozialistischer Politik 1945–1965. Rotbuch-Verlag, Berlin 1976, ISBN 978-3-88022-145-1, S. 236–266.
- Haus oder Forum. Wertsystem oder offene Verfassungsordnung. In: Jürgen Habermas (Hrsg.), Stichworte zur „geistigen Situation der Zeit“, Band 1: Nation und Republik, Suhrkamp, Frankfurt am Main 1979, S. 527–532.
- Theoretiker der Gegenrevolution. Carl Schmitt 1888–1985. In: Kritische Justiz, Jahrgang 18, 1985, Heft 2, S. 193–200, (Online).
- Vom „58er“ zum „68er“. Ein biographischer Rückblick. In: vorgänge, 124 (1993), S. 1–6, Online
- Joachim Ritters 'Collegium Philosophicum'. Ein Forum offenen Denkens. In: Richard Faber / Christine Holste (Hrsg.): Kreise – Gruppen – Bünde. Zur Soziologie moderner Intellektuellenassoziationen. Königshausen und Neumann, Würzburg 2000, ISBN 978-3-8260-1747-6, S. 189–198.
- Der Umkreis des Feuers und das Fremde. Erfahrungen in der Jugendbewegung der Nachkriegszeit. In: Meino Naumann (Hrsg.): Aber am Abend laden wir uns ein. Ein Mosaik für Wolfgang Hempel zum siebzigsten Geburtstag. Verlag für Berlin-Brandenburg, Potsdam 2001, ISBN 978-3-935035-27-9, S. 50–68.